# Фъркат лист
„Фъркат лист“ (изписване до 1945 година: Фъркатъ листъ) е български хумористичен вестник, който излиза в два броя – на 7 ноември 1897 г. и на 13 февруари 1898 г. Редактор е Анастас Иширков.
Вестникът съдържа хумористични произведения на училищна тематика – стихотворения, разкази, епиграми, карикатури, обявления и др.
Първият брой е издаден по повод учителска среща (вечеринка) в салона на читалище „Славянска беседа“ в София. Обемът му е 8 страници. Художник е Атанас Кефалов. Вторият брой излиза отново по същия повод – учителска среща. Той е с обем 6 страници, както и приложение от една страница – Уред за запознаване на учители и учителки. Илюстрациите са от Борис Михайлов.